# Starksia melasma
Starksia melasma is een straalvinnige vissensoort uit de familie van slijmvissen (Labrisomidae). De wetenschappelijke naam van de soort is voor het eerst geldig gepubliceerd in 2003 door Williams & Mounts.